# Ambassade du Royaume-Uni en Guinée
L'ambassade du Royaume-Uni en Guinée est la mission diplomatique du Royaume-Uni en  république de Guinée.

## Historique

### Liste des ambassadeurs
| N° | Nom et prénoms       | Début      | Fin      |
| -- | -------------------- | ---------- | -------- |
| 01 | Robert John Marshall | avril 2023 | En cours |